# 秋田県道191号根瀬尾去沢線
秋田県道191号根瀬尾去沢線（あきたけんどう191ごう ねせおさりざわせん）は、秋田県鹿角市を通る一般県道である。

## 概要
国道341号・鹿角市八幡平の根瀬集落から分岐し、国道341号の西側、米代川支流の熊沢川沿いに下流へ向かう。秋田県道22号比内大葛鹿角線交点周辺で、国道282号西側、米代川西岸を北上し、鹿角市尾去沢で秋田県道66号十二所花輪大湯線に合流する。

### 路線データ
- 総延長 : 13.642 km[2]
- 実延長 : 13.599 km[2]
- 起点 : 秋田県鹿角市八幡平字上平197番（国道341号交点）[3]北緯40度4分35.59秒 東経140度47分33.8秒
- 終点 : 秋田県鹿角市尾去沢字山根18番2（秋田県道66号十二所花輪大湯線交点）[3]北緯40度11分2.35秒 東経140度46分43秒
- 未供用区間 : なし[2]

## 歴史
- 1973年（昭和48年）3月1日 - 秋田県道に認定される[3]。

## 路線状況

### 冬期閉鎖区間
- なし[4]

### 交通不能区間
- なし[5]

## 地理

### 交差する道路
| 施設名 | 接続路線名                   | 備考 | 所在地                                                   |
| ------ | ---------------------------- | ---- | -------------------------------------------------------- |
|        | 国道341号                    | 起点 | 鹿角市八幡平字上平                                       |
|        | 秋田県道22号比内大葛鹿角線   |      | 鹿角市八幡平字太田北緯40度9分0.05秒 東経140度46分52.26秒 |
|        | 秋田県道66号十二所花輪大湯線 | 終点 | 鹿角市尾去沢字山根                                       |

### 沿線の施設
- 米代川
- JR東日本 花輪線 陸中大里駅（市道経由）